# Spondylitis
Niet te verwarren met spondylose, spondylolyse, of spondylolisthesis
Spondylitis is een ontsteking van een of meer wervels. 
De oorzaak kan zowel infectieus als aseptisch zijn. Elke ontsteking van de wervelkolom kan ook spondylartropathie worden genoemd.
Wanneer de ontsteking ook de tussenwervelschijf betreft, wordt deze ook wel spondylodiscitis genoemd.
De via de bloedbaan binnengebrachte bacteriële infectie kan zich in de wervelkolom nestelen. De dan ontstane pijn is niet-karakteristiek, waardoor een verwisseling met lumbago mogelijk is.

## Diagnostiek
In vroeg stadium kan röntgenonderzoek negatief zijn. Wanneer de ontsteking is ingekapseld laten ook de laboratoriumwaarden geen afwijkingen zien. Een goed hulpmiddel is scintigrafie waarmee de activering in de gewrichtsstofwisseling aanwijsbaar wordt. MRI-onderzoek maakt ontstekingshaarden in gewrichten en weke delen zichtbaar.
De ziekte van Pott (M. Pott) is een tuberculeuze ziekte van de wervels, gekenmerkt door stijfheid van de wervelkolom, met pijn tijdens bewegen, lokale drukpijn, promineren (uitsteken) van enkele doornuitsteeksels (processus spinosi), een enkele keer abdominale (buik) pijn en paralyse (verlamming).

## Therapie
Afhankelijk van de intensiteit van het ziektebeeld wordt intensieve antibiotische behandeling van de gewrichten, in het uiterste geval aangevuld met operatieve maatregelen, gestart. Aangedane gewrichten worden dan operatief verwijderd. Eventueel kan een antibioticumhoudende kunststofketting worden aangelegd, die later wordt vervangen door lichaamseigen materiaal. 
Nadien wordt een stabiliserende romporthese aangemeten.
De behandeling duurt gemiddeld meer dan een jaar; wanneer tuberculose in het spel is kan men een nog langere duur verwachten.